# 科卡利纽
科卡利纽是巴西马托格罗索州的一个市镇。总面积16538.832平方公里，总人口5840人，人口密度0.4人/平方公里。